# Джеймс Маккензі
Сер Джеймс Маккензі FRS FRCP (12 квітня 1853 — 26 січня 1925) — шотландський кардіолог, який був піонером у вивченні серцевих аритмій. Завдяки роботі в області серця він відомий як дослідний гігант у первинній медичній допомозі, і був удостоєний звання короля Георга V в 1915 році.

## Біографія
Джеймс Макензі народився в Піктонхіллі в Сконе, де його батько був фермером. [1] Він покинув школу в Пертській академії у віці 14 років і був підготовлений до хіміка. У 1873 році йому запропонували співпрацю в аптечній фірмі, але він відмовився від неї з метою вивчення медицини [2]. Після приватного навчання латинською мовою він склав вступний іспит в Единбурзькому університеті в жовтні 1874 р. Та здобув кваліфікацію лікаря у 1878 р. [3] Після закінчення резидентури в Единбурзі Маккензі став лікарем загальної практики в районі Бернлі в Ланкаширі, Англія, де він продовжував займатися медициною більше чверті століття. Поки він займався напруженою практикою, він зробив багато оригінальних спостережень, закінчив ступінь доктора медичних наук з питань гемі-параплегії спинального [3] [4] (присуджений Единбурзьким університетом у 1882 р.) І опублікував багато наукових праць. Під час початкових досліджень Маккензі, проведених у загальній практиці Бернлі, він листувався та обговорював свої висновки з іншими відомими піонерами Венкебахом та Ослером. Постійні розслідування Маккензі змусили його залишити загальну практику та стати спеціалістом-кардіологом. Він висловив пророчі занепокоєння з приводу спеціалізації медицини, включаючи кардіологію, зазначивши: "Боюся, що може настати день, коли спеціаліст із серцевих захворювань перестане бути лікарем, який дивиться на тіло в цілому, а таким, що має все більш складні інструменти, що працюють у вузькому і обмежена зона тіла — це ніколи не було моєю ідеєю. [5]
У своїх ранніх дослідженнях Маккензі використовував сфігмограф Ріва-Роччі для графічного запису пульсу. Пізніше Макензі розробив «поліграф», який дозволив йому робити одночасні записи артеріального та венозного імпульсів. Він використовував це для оцінки стану серця та вимірювання інтервалу AV. У 1890 р. Він виявив передчасне скорочення шлуночків і використання поліграфа дозволило Маккензі провести оригінальні розмежування між нешкідливими та небезпечними типами порушення пульсу (аритмії). Маккензі також продемонстрував ефективність наперстянки при лікуванні аритмій і зробив важливий внесок у вивчення енергетики серцевого м'яза.
У листопаді 1907 року Маккензі виїхав з Бернлі до Лондона і став лікарем-консультантом, де його репутація швидко зростала. У 1915 р. Він був обраний членом Королівського товариства і отримав лицарське звання. Через три роки він заснував впливовий Інститут клінічних досліджень Маккензі в Сент-Ендрюсі, який залучав місцевих лікарів загальної практики до детальної довгострокової реєстрації симптомів та захворювань пацієнтів.
Як не дивно, сам Маккензі страждав від нерегулярного серцебиття внаслідок ішемічної хвороби серця. У нього був перший серцевий напад в 1901 році, і він записав у себе фібриляцію передсердь, яка супроводжувала цей епізод. До 1907 року Маккензі переживав часті епізоди стенокардії, про які він згадував серу Томасу Льюїсу, а в 1908 році у нього був сильний епізод серцевого болю, ймовірно, через інфаркт міокарда. Його стенокардія тривала і після 1908 р. І поступово погіршувалась, поки в січні 1925 р. У нього не було тривалого і важкого нападу стенокардії і він помер близько 4 ранку вранці 26 січня 1925 р. Перед своєю смертю Макензі попросив свого друга Джона Паркінсона зробити розтин після його смерті. Це було зроблено, і було показано широке захворювання ІХС та дані про недавній та старий інфаркт міокарда. Опис справи був опублікований у «Британському сердечному журналі» у 1939 р. [6] Два ранні поліграфи та бронзовий бюст Маккензі знаходяться у колекції Музею історії медицини Тейсайду.

## Вибрані твори
- Mackenzie, James (1916). Principles of diagnosis and treatment in heart affections. London: Henry Frowde, Hodder & Stoughton
- Mackenzie, James (1921). Heart disease and pregnancy. London: Henry Frowde, Hodder & Stoughton
- Mackenzie, James (1909). Symptoms and their interpretation. London: Shaw & Sons.
- Mackenzie, James (1919). The future of medicine. London: Henry Frowde, Hodder & Stoughton.
- Mackenzie, James (1923). Angina pectoris. London: Henry Frowde, Hodder & Stoughton.
- Mackenzie, James (1908). Diseases of the heart. London: Henry Frowde, Hodder & Stoughton.
- Mackenzie, James (1902). The study of the pulse. Arterial, venous, and hepatic and of the movements of the heart. Edinburgh: Young J. Pentland.